# Claudio Edinger
Claudio Edinger (Rio de Janeiro, 1952) é um fotógrafo brasileiro.

## Biografia

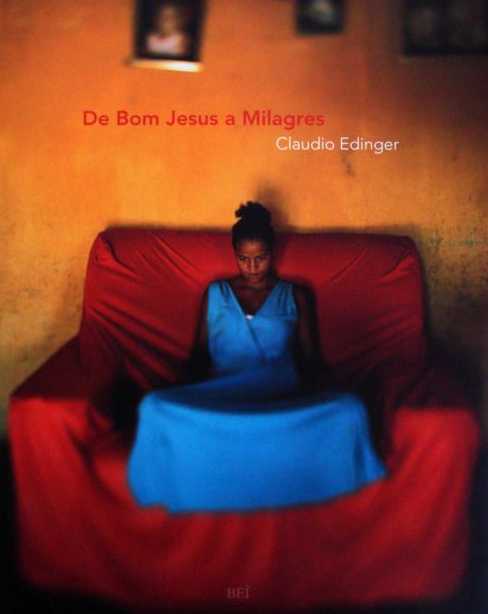
Livro: De Bom Jesus a Milagres

Nascido no Rio de Janeiro em 1952, Claudio Edinger começou a fotografar no começo dos anos 1970, enquanto estudava Economia na Universidade Mackenzie.
Em 1975 expos suas fotos pela primeira vez, no MASP. No ano seguinte mudou-se para Nova Iorque, onde morou 20 anos.
Durante este tempo nos EUA, Edinger desenvolveu vários projetos pessoais e também trabalhou como fotógrafo para as revistas Time, Newsweek, Life, Rolling Stone, Vanity Fair, e para a revista de domingo do New York Times. Em 1977 estudou com Philippe Halsman (1906–1979), o famoso fotógrafo letão naturalizado americano, autor de mais de cem capas da revista Life.
Depois de morar e fotografar por dois anos os judeus Hassidicos do Brooklyn, Edinger teve a primeira exposição em solo americano, no International Center of Photography em 1978. De 1979 a 1994 foi professor de fotografia na Parson’s/New School for Social Research e também no International Center of  Photography (1992–1994).
Nesta época publicou três livros: Chelsea Hotel (Abbeville Press, 1983) e Venice Beach (Abbeville Press, 1985) (ambos receberam a Leica Medal of Excellence) e o livro The Making of Ironweed (Viking Press, 1988).
Em 1989 e 1990, Edinger fotografou os pacientes do Juqueri, o maior asilo para doentes mentais da America Latina com 3.500 pacientes. Com este trabalho recebeu o Premio Ernst Haas. Em 1996 volta ao Brasil e em sete anos publica sete novos livros.

No ano 2000 começa a fotografar com uma câmera de grande formato, iniciando sua pesquisa com o foco seletivo.

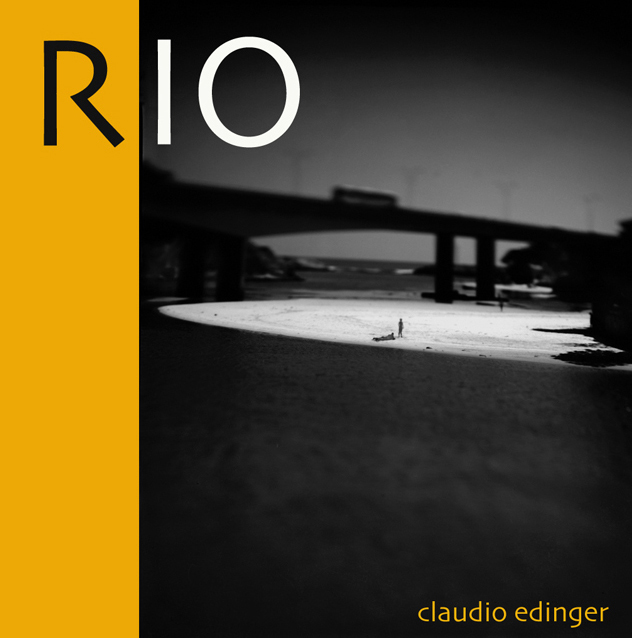
Livro: Rio

## Carreira
Claudio Edinger nasceu no Rio de Janeiro em maio de 1952. Antes de completar dois anos de idade, sua família mudou-se para São Paulo. Ele afirma que sua alma estava em São Paulo e seu coração no Rio. Esta relação particular de amor pelos dois lugares aparece em suas fotografias destas cidades. Edinger é considerado um dos mestres contemporâneos do ensaio fotográfico. Inspirado em Tolstoy, que diz “Sem saber quem sou, a vida é impossível”, Edinger desde o começo de sua carreira, usa a câmera como recurso de pesquisa. Publicou treze livros. 

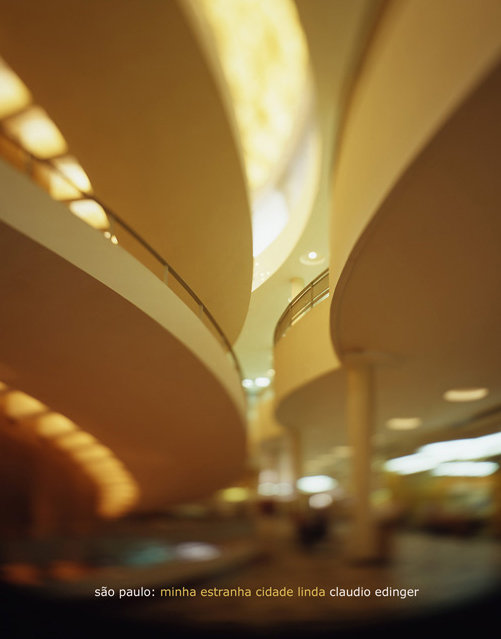
Livro: São Paulo

Em 1975 o fotógrafo realizou sua primeira série, sobre o Edifício Martinelli em São Paulo. No começo do século o Martinelli havia sido o mais alto e exclusivo edifício de São Paulo. Quando Edinger começou sua pesquisa fotográfica no prédio, ele havia se transformado em uma favela vertical.
A fim de aprofundar o seu conhecimento do mundo e tentar entender melhor sua próprias raízes, Edinger deixa o Brasil em 1976 rumo a Nova Iorque.

Edinger escolheu fotografar e viver entre os judeus hassídicos do Brooklyn. Dessa convivência, resultou uma série de fotografias em preto e branco, tiradas ao longo de dois anos, que retratam as tradições e os costumes daquela comunidade. Depois de ter sido apresentado a  Cornell Capa por Philippe Halsman em 1978, ele foi convidado para expor suas imagens da vida dos judeus do Brooklyn no ICP (International Center of Photography). 

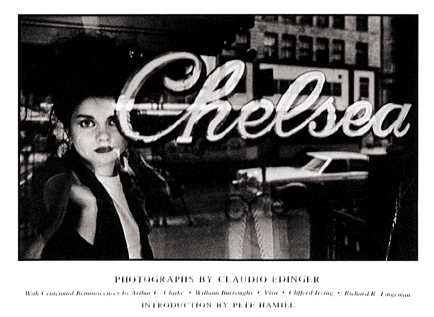
Livro: Chelsea Hotel

Após sua estada no Brooklyn, ele mudou-se para o histórico Chelsea Hotel e durante o final da década de 70 e começo dos anos 80, Edinger retratou muitas personalidades excêntricas do hotel, que tinha entre seus moradores muitos pintores e músicos, como Bob Dylan, Virgil Thompson, Jimmy Hendrix e Janis Joplin, Arthur C. Clark, que escreveu "2001 – Uma Odisséia no Espaço" no hotel, Clifford Irving, que escreveu a autobiografia falsa de Howard Hughes também por lá, Andy Warhol, que o usava para fazer filmes e Sid Vicious, que assassinou sua namorada Nancy no quarto 101.
Essa série de fotografias resultou em seu primeiro livro, o “Chelsea Hotel” publicado por Abbeville Press em 1983. O livro recebeu a "Leica Medal of Excellence" e é considerado um clássico da fotografia sobre os anos 70 e 80.

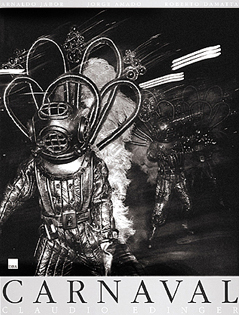
Livro: Carnaval

Do Chelsea, em 1984, Edinger mudou-se para Venice Beach, California. Durante o final da década de 60 e 70 Venice Beach era um dos centros da contracultura. O lugar foi também um campo fértil para o fotógrafo, que o retratou em “Venice Beach” (também ganhador da "Leica Medal of Excellence").
Em 1986, mudou-se para a Índia, onde começou a usar cores para fotografar Varanasi, que desempenhou papel fundamental em sua busca espiritual, que começou no Brooklyn.  Utilizando uma câmera Hasselblad, ele fotografou em médio formato o turbilhão de pessoas e lugares da Índia. Este projeto sobre o norte da Índia, ainda está em andamento.
De volta ao Brasil, Edinger teve de lidar com as conseqüências da Alzheimer que acometeu sua avó materna. Sua pesquisa sobre doenças mentais no Brasil o conduziu ao Juqueri, o maior asilo de doentes mentais da America Latina, com 3.500 pacientes na época, onde fez as fotos para o livro "Madness (Loucura)" foi o prêmio Ernst Hass do Maine Photographic Workshop. O asilo foi fechado pouco tempo depois de seu livro ter sido publicado mostrando as péssimas condições do local. Após sete anos mostrando esse trabalho a vários editores, ele foi finalmente aceito e publicado pela DBA (Brazil) e Dewi Lewis (Reino Unido).
Enquanto tentava publicar seu livro sobre a  loucura, Edinger começou um projeto que o ocupou por cinco anos: fotografar o carnaval. De 1991 a 1995, ele fotografou o evento em cinco regiões diferentes do país: Rio, Salvador, Recife/Olinda, São Paulo e Paraty. Este livro foi publicado em 1996. O projeto recebeu a Bolsa Vitae e estabeleceu Edinger como um fotógrafo brasileiro essencial, agora com uma reputação internacional. Ele estava finalmente de volta ao seu lar após vinte anos em Nova York.
A partir daí, começaram a surgir outros livros. Old Havana, um retrato em tons quentes da decadência da capital cubana, com sua arquitetura colonial delapidada, mantida a duras penas por sua bem-humorada população. Esse livro foi publicado simultaneamente em inglês, português e alemão.
Em 2000, Edinger publicou “Cityscapes” pela DBA (Brasil). É um trabalho autobiográfico de reflexão e descobrimento sobre seu tempo em Nova York como fotógrafo vivendo em uma cidade estrangeira.
Seu retorno ao Brasil o levou em 2000, a fotografar em branco e preto, com o foco seletivo, a cidade do Rio de Janeiro, onde ele nasceu. Só que agora usando uma câmera Sinar 4x5, de grande formato. Tentou mostrar a ambiguidade dos espaços e da vida nas grandes cidades, que ele primeiro encontrou em Nova York. Esta é uma série de fotos muito pessoais mostrando a ligação do autor ao seu tema de uma forma íntima e poética. Trabalhando com foco seletivo e uma câmera de grande formato, o trabalho de Edinger tem evoluído para uma arte com pendores surrealistas ao ponto de Ernie NItzberg, o critico de arte da revista ARTillery de Los Angeles, ter dito que com seu trabalho Edinger inventou o neoexpressionismo na fotografia.
Os livros que vieram a seguir, com a utilização de sua câmera de grande formato e uso experimental da cor,  em seu mais recente trabalho sobre São Paulo, foram um grande avanço no trabalho do fotógrafo.  Resultaram em uma maior receptividade de suas fotografia em galerias de arte, museus e coleções particulares.

## Obras publicadas
Ao longo de seu período nos Estados Unidos, Claudio Edinger publicou 3 livros: Chelsea Hotel, em 1983, e Venice Beach, em 1985, editados pela Abbeville Press, ambos vencedores do prêmio Leica Medal of Excellence, e o “The Making of Ironweed” sobre o filme dirigido por Hector Babenco, com Meryl Streep e Jack Nicholson.
Durante cinco anos – 1991 a 1996 – Claudio documentou o carnaval em 5 regiões do país: Rio de Janeiro, Recife/Olinda, São Paulo, Salvador e Paraty. De volta ao Brasil em 1996, Claudio publicou, editado por Dewi Lewis, DBA e DAP publishers, o livro Carnaval e venceu em 1999 o Prêmio Higashikawa no Japão.
Loucura, resultado de dois anos (1989 e 1990) de captação de imagens dentro do Hospital Psiquiátrico do Juqueri - onde chegou a viver durante duas semanas - deu origem ao livro Madness/Loucura, publicado em 1997 por DBA, DAP e Dewi Lewis. Edinger recebeu o Prêmio Ernst Haas, em 1990 por este trabalho.
Entre 1994 e 1996, Claudio fotografou a parte antiga da cidade de Havana (Habana Vieja), que resultou no livro Old Havana, de 1997, editado por Dewi Lewis, Edition Stemmle, DBA and DAP publishers. No mesmo ano de sua publicação, o livro foi eleito pela American Photo como um dos melhores livros do ano.
Edinger publicou ainda, em 2000, o livro Cityscapes, com imagens de Nova York e, em 2001, Portraits, ambos editados pela DBA. Em 2003, editado pela ABooks, lançou o livro Vitória, cidade das ilhas.
Em 2003, Claudio publicou o álbum Rio, seu primeiro trabalho com a câmera 4x5, de grande formato, a mesma utilizada no seu mais novo livro, São Paulo: minha estranha cidade linda. Todo em preto e branco, o livro sobre o Rio de Janeiro, também editado pela DBA, foi eleito um dos melhores livros do ano pela Photo District News.
São Paulo: minha estranha cidade linda, seu mais recente livro, que foi lançado em meados de março de 2009, já recebeu o Prêmio Porto Seguro.

## Livros
- Livro: Machina Mundi - Sub Specie Aeterni

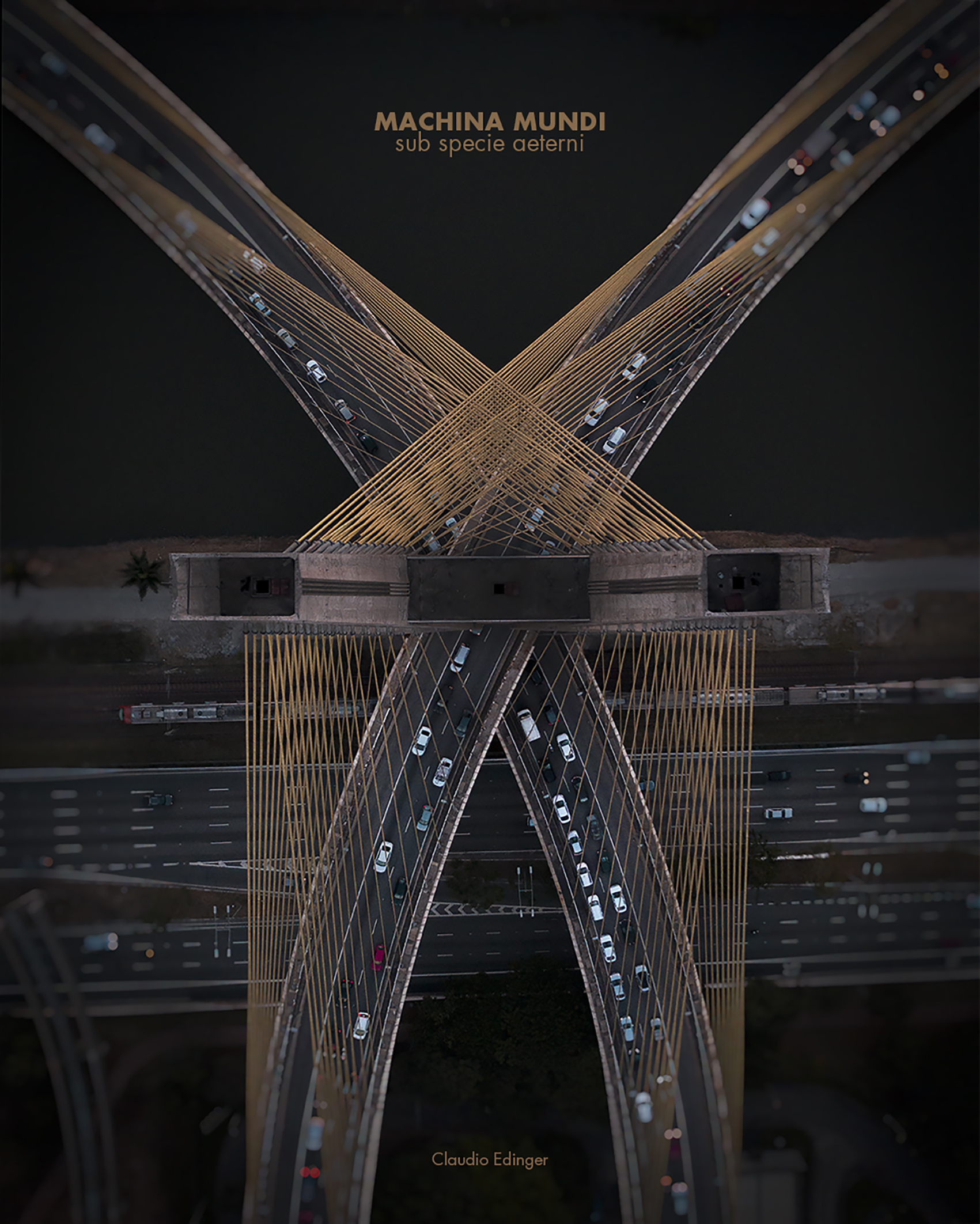
Livro: Machina Mundi - Sub Specie Aeterni

- Chelsea Hotel, segunda edição - Vento Leste Ed / Abbeville Press 2024 [17]
- Coisas que eu vi - Vento Leste Ed. - 2024 [18][19]
- Machina Mundi 3 - Vento Leste Ed. - 2023
- Quarentena - Vento Leste Ed. - 2022
- From Good Jesus to Miracles - Editions Bessard - 2021
- Machina Mundi - Sub Specie Aeterni - Vento Leste Ed. - 2020
- História da Fotografia Autoral e a Pintura Moderna - Ipsis Ed. - 2019
- Machina Mundi - Bazar do Tempo Ed. - 2017
- O Paradoxo do Olhar - Estudio Madalena 2014
- From Jesus to Miracles – BEI 2012
- Um Swami no Rio - (novel) Annablume 2009
- São Paulo - Minha Estranha Cidade Linda - DBA 2009
- Flesh and Spirit - Umbrage 2006
- Livro: Havana ViejaIsso é que é - DBA 2006
- Rio - DBA 2003
- Cityscapes - DBA 2001
- Vitoria - Abooks 2000
- Portraits - DBA, ABooks 1999

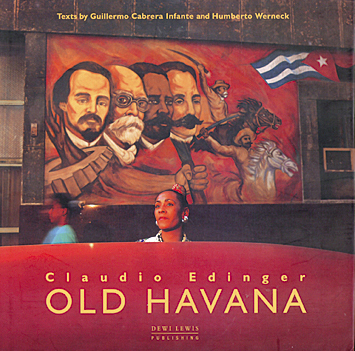
Livro: Havana Vieja

- São Paulo Under Construction – ABooks 1998
- Madness - DBA, DAP, Dewi Lewis 1997
- Old Havana - DBA, DAP, Dewi Lewis, Editions Stemmle 1997
- Alt-Havana - Editions Stemmle (Zurique) 1997

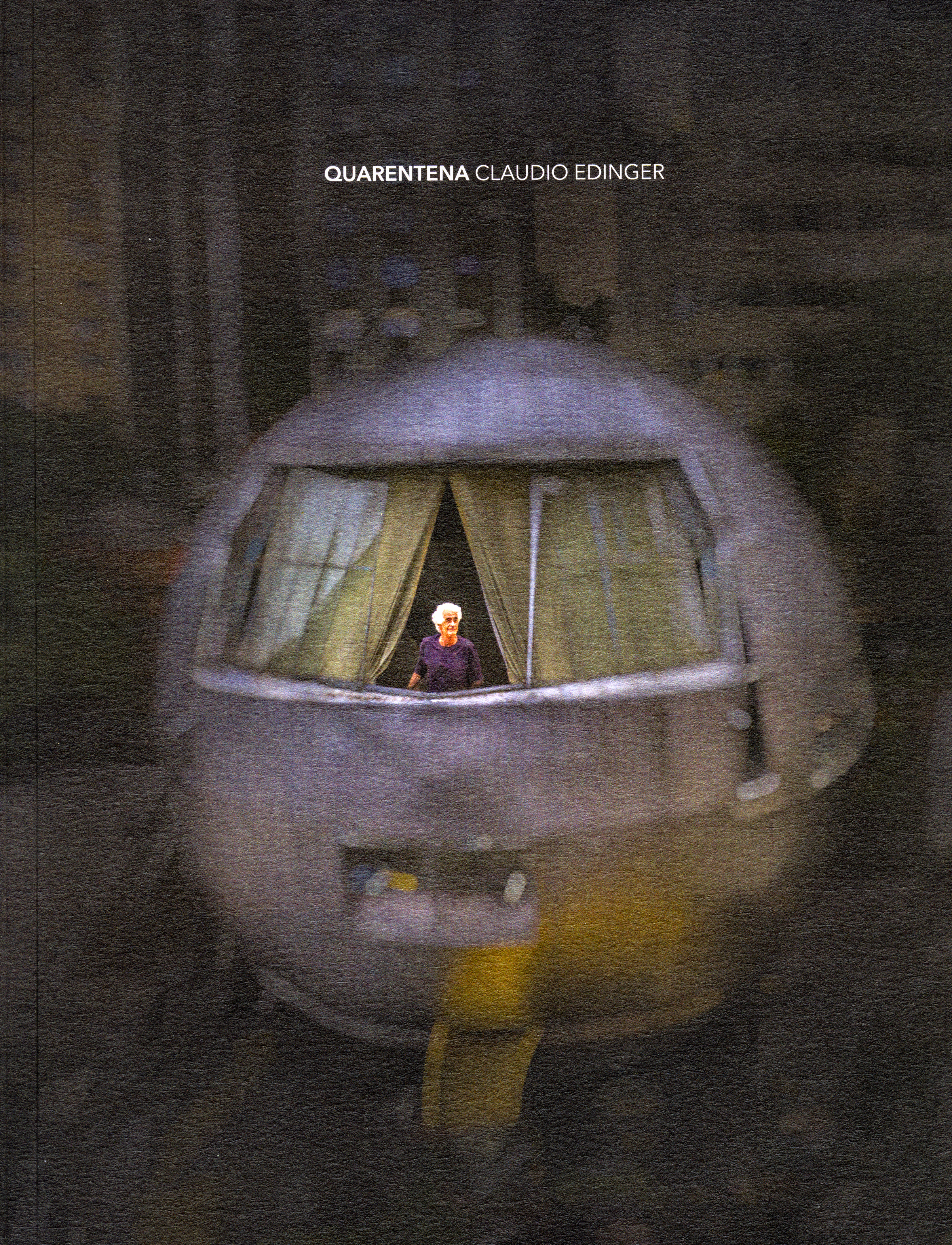
Livro: Quarentena

- Livro: QuarentenaCarnaval - DBA, Dewi Lewis, DAP 1996
- The Making of Ironweed - Viking Penguin 1987
- Venice Beach - Abbeville Press 1985
- Chelsea Hotel - Abbeville Press 1983

## Prêmios

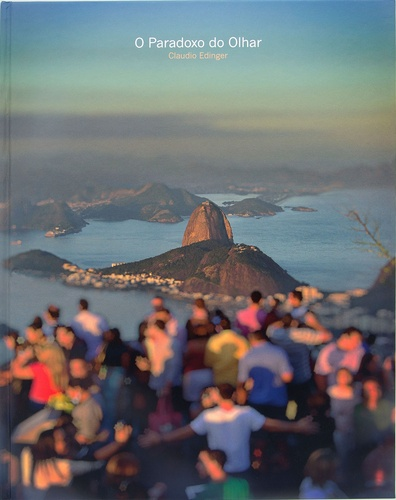
Livro: O Paradoxo do Olhar

- Prêmio Leica de Excelência | 1983 | Chelsea Hotel|
- Prêmio Leica de Excelência | 1985 | Venice Beach |
- Prêmio Revista Life como finalista do W. Eugene Smith Grant | 1989 | Loucura [20]
- Prêmio Ernst Haas | 1990 | Loucura |
- Livro: Machina MundiOne of the year's best books | American Photo | 1997 | Old Havana |
- Bolsa Vitae Foundation |1993 | Carnaval |
- Bolsa Japan Foundation | 1997 | Hong Kong [21]

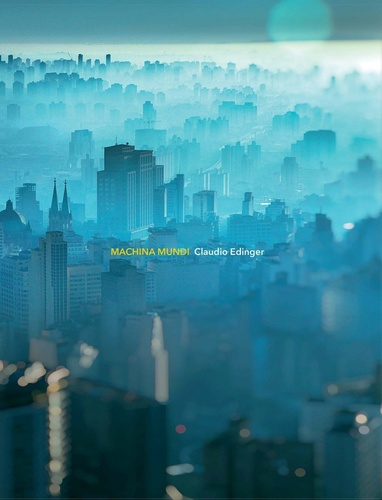
Livro: Machina Mundi

- Pictures of the Year | 1996 |  Melhor foto em uma revista - Newsweek
- Prêmio J.P. Morgan de Fotografia | 1999 |
- Prêmio Higashikawa (Japão) | 1999 | Melhor fotógrafo estrangeiro do ano | Carnaval [22]
- PDN Photo Annual | 2003 | One of the year's best personal projects | Rio [23]
- Livro: Historia da Fotografia Autoral e a Pintura ModernaPDN Photo Annual | 2006 | One of the year's best books | Rio [24]
- Prêmio Porto Seguro | 2007 | São Paulo [25]

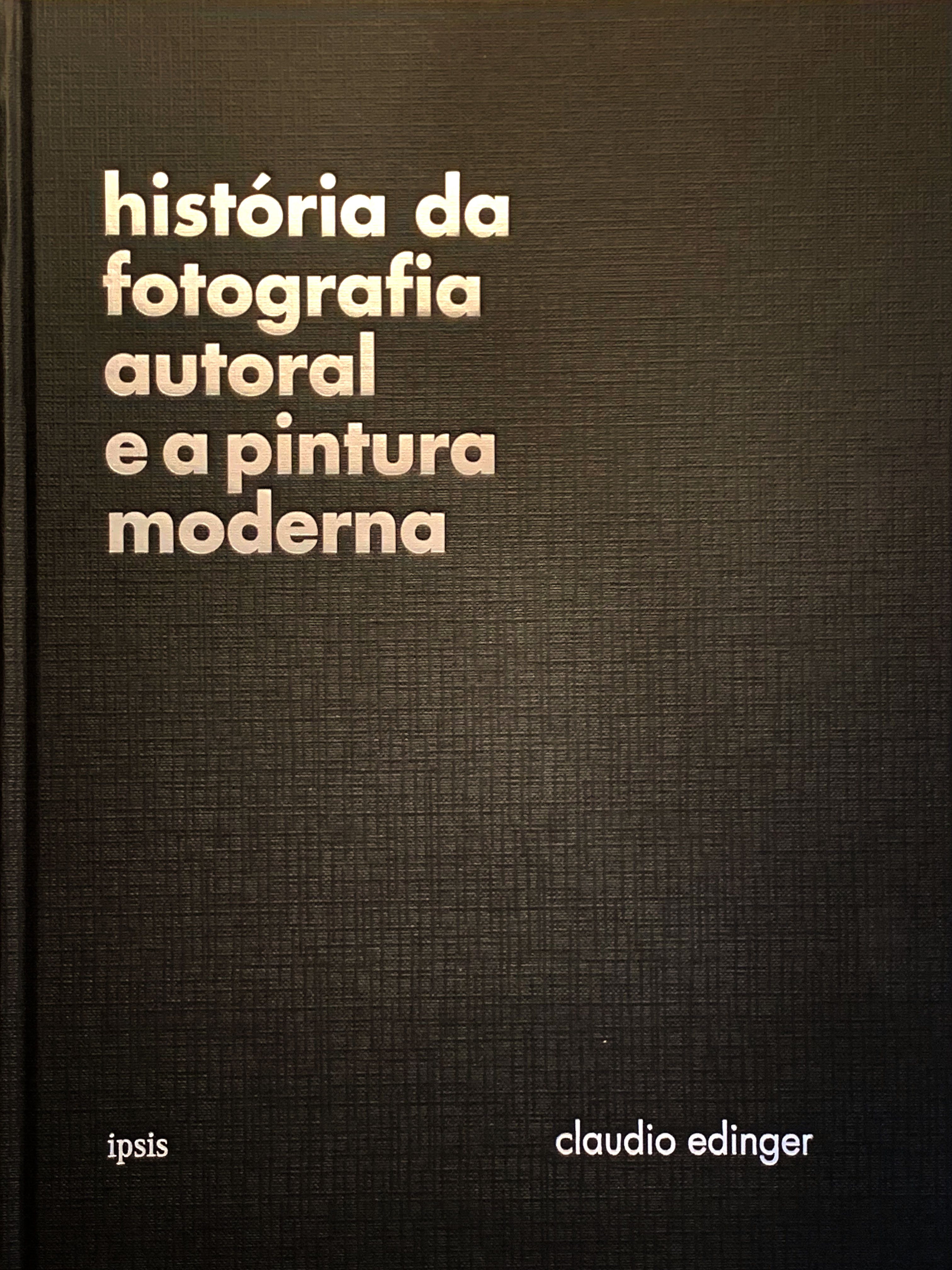
Livro: Historia da Fotografia Autoral e a Pintura Moderna

- Melhor Livro Fotográfico do ano | 2009 | Revista CLIX | São Paulo [26][27]
- Prêmio Porto Seguro | 2010 | Sertão da Bahia |
- PDN Photo Annual | 2010 | One of the year's best personal projects | Sertão da Bahia
- Prêmio Hasselblad | 2011 | Downtown Los Angeles
- Prêmio Abril | 2012 | Melhor ensaio fotográfico | Santa Catarina
- Prêmio Marc Ferrez | 2012 | Santa Catarina

## Exposições
- 2025 - Leica Gallery (Nova York) | Chelsea Hotel (segunda edição) | Individual [28][29][30]
- 2024 - MIS (São Paulo) | Coisas que eu vi | individual [31]
- 2024 - Oscar 900 (São Paulo) | Rio | coletiva[32]
- 2023 - SP Arte (São Paulo) | Galeria Lume | Machina Mundi | coletiva [33]
- 2022 - SP Arte Rotas Brasileiras (São Paulo) - Galeria Lume | Machina Mundi | individual [34][35]
- 2022 - Paraty em Foco (Rio de Janeiro) | Galeria Zoom | Paraty | individual [36][37][38]
- 2022 - Galeria Lume (São Paulo) | Quarentena | individual [39]
- 2021 - Paris Photo - Galeria Lume (Paris) | Sertão da Bahia | individual [40][41][42]
- 2019 - Galeria Murilo de Castro (Belo Horizonte) | Machina Mundi Nova York | coletiva
- 2019 - Galeria Carbono | Machina Mundi Toscana | individual [43]
- 2019 - Galeria Lume (São Paulo) | Machina Mundi New York | individual [44][45][46]
- 2018 - Galeria Arte 57 (São Paulo) | Machina Mundi New York | coletiva
- 2017 - Musee de L'Homme (Paris) | Sertão da Bahia | coletiva [47]
- 2017 - Galeria Barbado (Lisboa) | Machina Mundi | individual
- 2016 - Museu Olímpico de Lausanne (Suiça) | Rio de Janeiro | coletiva
- 2016 - Galeria Lume (São Paulo) | Machina Mundi Rio de Janeiro | individual
- 2016 - Le Magazyn (Los Angeles, CA) | Venice Beach | individual
- 2015 - Galeria Pinakotheke (Rio de Janeiro) | Aeromodelismo RJ | individual
- 2015 - Museu Brasileiro de Escultura (São Paulo) | O Paradoxo do Olhar | individual
- 2015 - SP Foto - Galeria Arte 57 (São Paulo) | Aeromodelismo | coletiva
- 2015 - SP Foto - Galeria Lume (São Paulo) | Rio de Janeiro | coletiva
- 2015 - ArtRio - Galeria Arte 57 (Rio de Janeiro) | Aeromodelismo | coletiva
- 2014 - Galeria Garzon (Punta del Leste) | O Paradoxo do Olhar | individual
- 2014 - Museu Oscar Niemeyer (Curitiba) | Sertão da Bahia | coletiva
- 2014 - SP Arte - Galeria Arte 57 (São Paulo) | Rio de Janeiro | coletiva
- 2014 - SP Foto - Pequena Galeria (São Paulo) | Sertão da Bahia | coletiva
- 2014 - ArtRio - Galeria Arte 57 (Rio de Janeiro) | Rio de Janeiro | coletiva
- 2014 - La Quatriemme Image (Paris) | Loucura | coletiva
- 2013 - La Quatriemme Image (Paris) | Sertão da Bahia | coletiva
- 2013 - ArtRio - Galeria Arte 57 (Rio de Janeiro) | Rio de Janeiro | coletiva
- 2013 - ArtRio - Pequena Galeria (Rio de Janeiro) | Sertão da Bahia | coletiva
- 2013 - SP Arte - Galeria Arte 57 (São Paulo) | Veneza | coletiva
- 2013 - SP Arte - Galeria Lume (São Paulo) | Sertão da Bahia | coletiva
- 2013 - SP Arte - Pequena Galeria (São Paulo) | Sertão da Bahia | coletiva
- 2013 - SP Arte - Fotospot (São Paulo) | Nova York | coletiva
- 2013 - Estudio Madalena CEI (São Paulo) | São Paulo | individual
- 2013 - Instituto Tomie Ohtake (São Paulo) | São Paulo | coletiva
- 2012 - ArtRio - Pequena Galeria | Sertão da Bahia | coletiva
- 2012 - ArtRio - Galeria Arte 57 (Rio de Janeiro) | Rio de Janeiro PB | coletiva
- 2012 - SP Arte-Foto - Pequena Galeria | Sertão da Bahia | coletiva
- 2012 - SP Arte-Foto - Galeria Arte 57 (São Paulo) | Downtown L.A | coletiva | Livro: Loucura

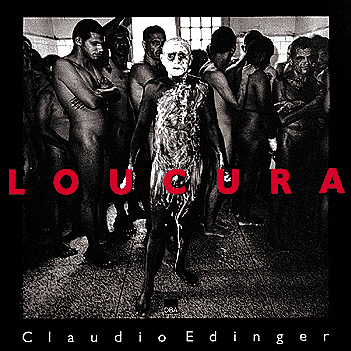
Livro: Loucura

- 2012 - Museu da Imagem e do Som (São Paulo) | Sertão da Bahia | individual
- 2012 - Athena Galeria de Arte (Rio de Janeiro) | Rio e Sertão da Bahia | coletiva
- 2011 - Samuel Owen Gallery (Connecticut) | São Paulo | coletiva
- 2011 - Maison Europeénne de la Photographie | Rio | coletiva | Livro: Venice Beach

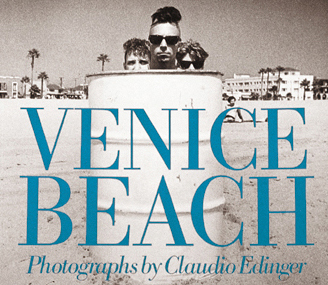
Livro: Venice Beach

- 2011 - Athena Galeria de Arte (Rio de Janeiro) | Rio | coletiva
- 2011 - SIM (Curitiba) | Santa Catarina | coletiva
- 2011 - Casa 11 Photo (Rio de Janeiro) | Santa Catarina e São Paulo | coletiva
- 2011 - Galeria Maria Baró | Amazônia | coletiva
- 2011 - ArtRio - Galeria Athena (Rio de Janeiro) | Rio | coletiva
- 2011 - SP Arte Foto - Galeria Arte 57 (São Paulo) | Santa Catarina | coletiva
- 2011 - SP Arte - Galeria Arte 57 (São Paulo) | Santa Catarina | coletiva
- 2010 - Arterix (São Paulo) | Sertão da Bahia | individual
- 2010 - 1500 Gallery (Nova York) | São Paulo | individual [48]
- 2010 - SP Arte Foto - Galeria arte 57 ( São Paulo) | Amazônia | coletiva
- 2010 - SP Arte - Galeria arte 57 ( São Paulo) | Amazônia | coletiva
- 2009 - Espaço de Arte Trio (São Paulo) | Paris | individual [49]
- 2009 - SP Arte Foto - Galeria arte 57 ( São Paulo) | Paris | coletiva
- 2009 - SP Arte - Galeria arte 57 ( São Paulo) | Paris | coletiva
- 2009 - Galeria Arte 57 (São Paulo) | São Paulo | individual
- 2008 - iContemporânea - Galeria Arte 57 (São Paulo) | São Paulo | individual Livro: The City

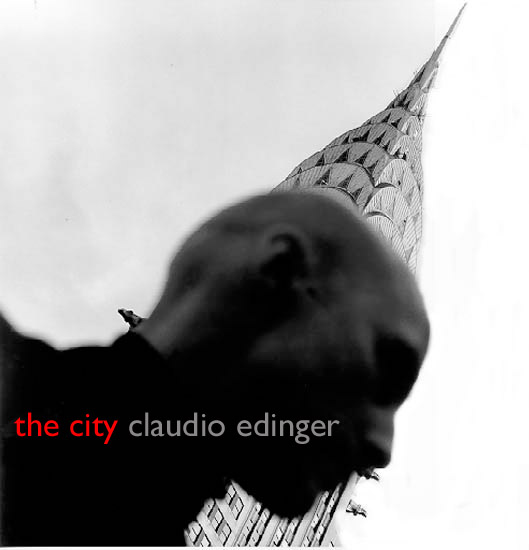
Livro: The City

- 2008 - SP Arte - Galeria Arte 57 ( São Paulo) | Loucura | individual
- 2007 - iContemporânea - Galeria Arte 57 (São Paulo) | Rio | individual
- 2007 - Galeria Arte 57 ( São Paulo) | Isso é que é | individual
- 2006 - SP Arte - Galeria Arte 57 (São Paulo) | Sertão da Bahia | individual
- 2005 - Palazzo Magnani (Milão) | Loucura | individual
- 2003 - Galeria Leica (São Paulo) | Rio | individual
- 2003 - Photo España (Madrid) | Loucura | individual
- 2001 - Museu de Arte Moderna (São Paulo) | Cityscapes | individual
- 2000 - Centro Cultural Banco do Brasil (Rio de Janeiro) | Retratos | individual
- 1999 - Higashikawa Photo Fest (Japão) | Carnaval | individual
- 1999 - Fotogaleria Li (São Paulo) | Retratos | individual
- 1997 - Centro Cultural Banco do Brasil (Rio de Janeiro) | Carnaval | individual | Livro: Portraits

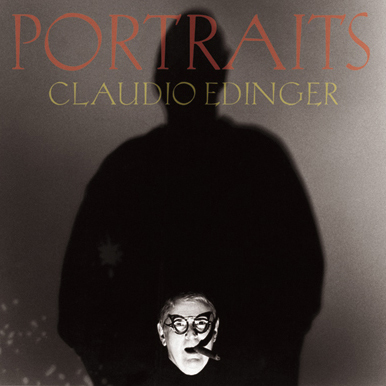
Livro: Portraits

- 1996 - Museu Metropolitano de Curitiba | Carnaval| individual
- 1996 - Museu da Imagem e do Som (São Paulo) | Carnaval | individual
- 1995 - Galeria Fotóptica (São Paulo) | Old Havana | individual
- 1993 - Maine Photographic Workshop (Estados Unidos) | India | individual
- 1992 - Galeria Cândido Mendes (Rio de Janeiro) | Loucura | individual
- 1991 - Visa Pour L’Image (Perpignam, França) | Loucura | individual
- 1991 - Museu de Arte de São Paulo | Coleção Pirelli | coletiva
- 1990 - Galeria Fotoptica (São Paulo) | Loucura | individual
- 1990 - Drew University ( Estados Unidos) | India, Loucura, Judeus Ortodoxos | individual
- 1988 - Galeria Fotoptica (São Paulo) | India | individual | Livro: Um Swami no Rio

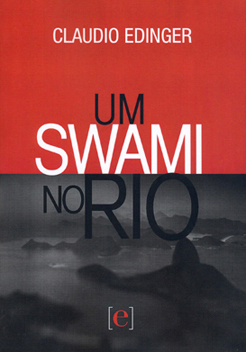
Livro: Um Swami no Rio

- 1985 - Museu de Arte Contemporânea (São Paulo) | Trienal de Fotografia | coletiva
- 1984 - Galeria Arco (São Paulo) | Venice Beach | individual
- 1983 - Centre Georges Pompidou (Paris) | Fotografia Brasileira | coletiva
- 1983 - Photographer’s Gallery (Londres) | Fotografia Brasileira | coletiva
- 1980 - Parson's School of Design (Nova York) | Hassídicos | individual
- 1978 - International Center of Photography (Nova York) | Hassídicos | individual
- 1976 - Museu de Arte de São Paulo | São Paulo | coletiva
- 1975 - Museu de Arte de São Paulo | Martinelli | individual |

## Workshops e Palestras
- Livro: 30 anos

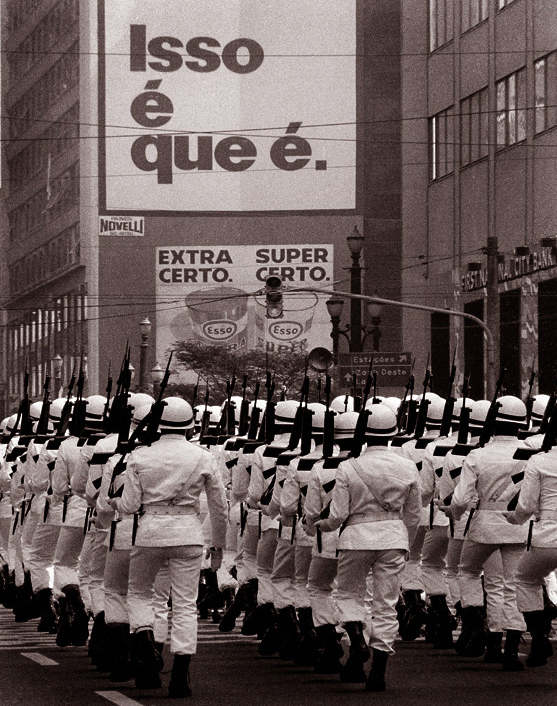
Livro: 30 anos

- 1979 a 1994 | Professor | The New School/Parson’s School of Design
- 1992 a 1995 | Professor | International Center of Photography
- 1992 e 1993 | Professor | The Maine Photographic Workshop
- 1995 | Palestra | New York University
- 1980 a 1982 | Palestra | School of Visual Arts
- 1990 | Palestra | Drew University
- 1999 | Workshop | Jornal “O Globo”
- 1998 | Workshop | Editora Abril
- 1988 | Palestra | Museu de Arte de São Paulo, Brazil
- 2006 a 2015 | Workshop | Paraty em Foco [50]
- 2010 | Workshop | Diversidade | Fortaleza
- 2009 | Workshop | Foto Porto Alegre
- 2011 a 2014 | Workshop | Tiradentes Foto em Pauta
- 2013 | Workshop e Palestra | Canela Foto Workshops
- 2013 a 2014 | Workshop | Casa do Saber | História da Fotografia [51]
- 2013 a 2014 | Workshop | Casa do Saber | Fotografia e Impressionismo [51]

## Coleções
- - AT&T Photo Collection • Adriana Rondon • Alberto de Carvalho Alves • Alfredo Setubal • Aline de Almeida Prado
  - Ana Luiza Brant de Carvalho e Nerval Ferreira Braga • Ana Vitória Mota • Anna Alvarenga • Antonia Galdeano
  - Ataide Vaz • Antonio Carlos e Bibia Cunha Lima • Banco Itaú • Beatriz Vidigal Araújo • Bernardo e Celia Parnes
  - Betina e Gilberto Martins Ferreira • Betty Cunali • Bianca Cutait • Bianca Rainer • Bianca Munis
  - Bibia e Neno Cunha Lima • Brazil Golden Art Fund • Bruno Musatti • Carlos e Maria Emilia Carvalhosa
  - Carla Ferraro • Carmen de Barros • Centro Cultural Banco do Brasil • Cliff Lee • Charlô Whately • Christina Cunali
  - Claudia Belinello • Claudia Jaguaribe • Credit Suisse • Dado Castello Branco • Daniel Feffer • David Feffer • Claudia e João Nercessian • Denise Aguiar Alvarez
  - Dudu e Mara Linhares • Eder Chiodetto • Edu e Helô Muylaert • Dr. Eduardo Villaça • Elias Landsberger
  - Elisa Pacheco Fernandes • Equity International Photo Collection • Esther Giobbi • Fanny Feffer • Felipe Feitosa
  - Flavia Soares • Flavio e Bia Bitelman • Fernando Ullmann • Greg e Claudia Sanchotene • Higashikawa Photofest (Japão)
  - Gustavo Lacerda • Helô Monteiro da Silva • Helena e Toninho de Castro Sannini • Illia e Ana Maria Warchavchic
  - International Center of Photography | New York • Itaú Cultura | São Paulo • Jay Colton • João e Fatima Farkas
  - João Marcos Mendes de Souza • Joelma Radziuk • Joaquim Paiva • João Paulo e Adriana Cunha Lima
  - João Paulo Diniz • Jorge e Janja Gonçalves • Jorginho da Cunha Lima • José Augusto de Santana • José Roberto Marinho
  - José Olavo Scarabotolo • Juan Esteves • Jussara Magnami • Leonel Kaz • Ligia Danesi • Ligia Maura Costa
  - Lisa Sander • Lourdinha Siqueira • Lucia Hauptmann * Luis Fernando e Maribel T. Neves • Luzia de Magalhães Padilha
  - Maison Europeene de La Photographie (Paris) • MAC - Museu de Arte Contemporânea | São Paulo • Malan Ferreira • MAM - Museu de Arte Moderna | São Paulo • Marcelo e Carol Filardi
  - Maná Soares • Mariana Almeida Prado • Mariana e Ricardo Annunciato
  - Marilisa Cardoso e José Eduardo de Lacerda Soares • Maria Emilia Cunali • Mark Whitley • Marli Mariano
  - MASP - Museu de Arte de S. Paulo • Museu da Imagem e do Som | São Paulo • Museu Metronòm | Barcelona
  - Museu Metropolitano de Curitiba • Marcel Jung • Nerval e Bize Ferreira Braga • Nina Sander • Oswaldo Pepe
  - Otávio R. Macedo • Coleção Pirelli • Paula Palhares e Rubens Fernandes Junior • Patricia Mendes Caldeira
  - Raquel Correa de Oliveira • Renato Ganhito • Renato Magalhães Gouvêa Jr. • Renato Padro Costa • Ricardo Moraes
  - Ricardo Queiroz • Roberta Rossetto • Roberto Carvalho • Roberto Ruhman • Rodrigo Ribeiro
  - Sandra Arruda e Andre Balbi • Sergio Gantmanis Munis • Silvio Bentes • Silvio Frota • Simonetta Persichetti
  - Thomas Farkas • Tutu e Sérgio Galvão Bueno • Vanessa Gantmanis e Ivan Munis
  - Visa Pour L' Image | Perpignam | França • Yael e Claudio Steiner

## Publicações
- American Photo • Art News • Business Week • Bons Fluidos • Boston Globe • Bravo Livro Vitoria

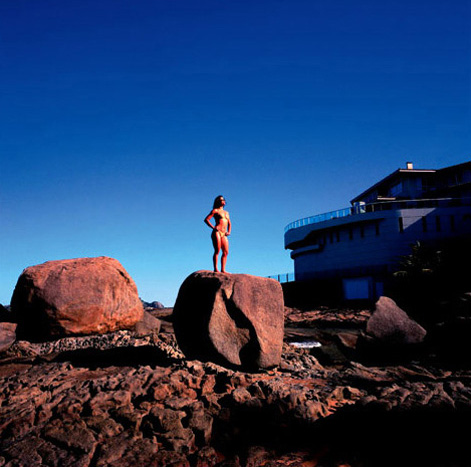
Livro Vitoria

- Casa Claudia Luxo • Claudia • Conde Nast's Traveler • Daily Telegraph of London • Details • Elle • Epoca
- Estado de São Paulo • Folha de S. Paulo • Forbes • Fortune • Fotosite • Fotografe Melhor
- Digital Photographer • Isto é • Joyce Pascowitch • Life • Los Angeles Times • Marie Claire • Money
- National Geographic • Newsweek • The New York Times Magazine • Nico • Oi • Poder • Photo France
- Photo Italy • Photo District News • Paris Match • People • Playboy • República • Rolling Stone • Self
- The Smithsonian • Sports Illustrated • Stern • Time [52] • Town & Country • Travel & Leisure • USA Today
- US • US News • Valor • Vanity Fair • Veja • Washington Post